# Statens personadressregisternämnd
Statens personadressregisternämnd (SPAR-nämnden) var en svensk statlig förvaltningsmyndighet under Finansdepartementet som ansvarade för Statens personadressregister (SPAR). Nämnden var personuppgiftsansvarig för SPAR.
Myndigheten leddes av en nämnd med högst nio ledamöter. Skatteverket svarade för ett kansli åt nämnden. Chefen för kansliet utsågs av nämnden i samråd med Skatteverket.
Statens personadressregisternämnd avvecklades den 1 januari 2009, då Skatteverket övertog ansvaret för SPAR. Inom Skatteverket finns sedan dess den särskilda SPAR-nämnden som beslutar i vissa frågor rörande personadressregistret.